# 다나 아이비

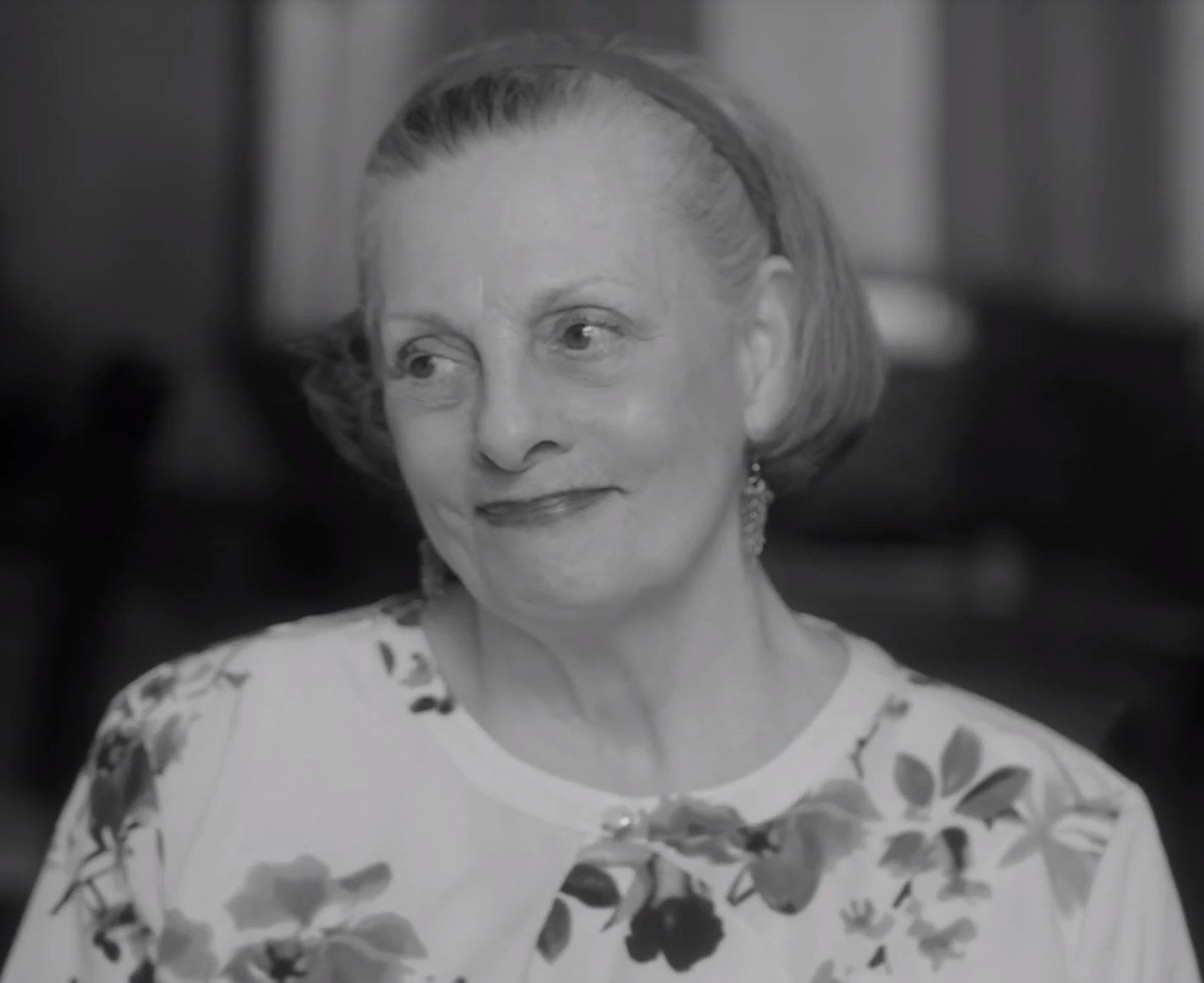

데이나 아이비(Dana Ivey, 1941년 8월 12일 ~ )는 미국의 배우이다. 애틀랜타에서 태어났다.

## 영화
- 레저 시커 (2017년)
- 위 윌 네버 해브 파리 (2014년)
- 헬프 (2011년) - 그레이시 히긴보담 역
- 들어는 봤니? 모건 부부 (2009년)
- 고스트 타운 (2008년)
- 브로큰 잉글리쉬 (2007년)
- 금발이 너무해 2 (2003년)
- 오렌지 카운티 (2002년)
- 투 윅스 노티스 (2002년) - 러스 켈슨 역
- 키드 (2000년)
- 레슨 비포 다잉 (1999년)
- 워킹 어크로스 이집트 (1999년)
- 멈포드 (1999년)
- 임포스터 (1998년)
- 사이먼 버치 (1998년) - 웬트워스 할머니 역
- 사브리나 (1995년)
- 주홍글씨 (1995년)
- 허클베리 핀의 모험 (1993년)
- 의혹의 함정 (1993년) - 톰킨슨 판사 역
- 아담스 패밀리 2 (1993년)
- 시애틀의 잠 못 이루는 밤 (1993년) - 클레어 역
- 나 홀로 집에 2 - 뉴욕을 헤매다 (1992년) - 호텔 데스크 직원 스톤 부인 역
- 아담스 패밀리 (1991년) - 마가렛 알포드 / 마가렛 아담스 역
- 햄릿 (1990년)
- 헐리웃 스토리 (1990년)
- 제2의 연인 (1986년)
- 컴퓨터 우주 탐험 (1985년) - 뮬러 부인 역
- 컬러 퍼플 (1985년) - 미스 밀리 역